# Grace Jones
Grace Jones (rojena Grace Mendoza), jamajško-ameriška pevka, supermanekenka in filmska igralka, * 19. maj 1948, Spanish Town, Kingston, Jamajka; (za njeno leto rojstva navajajo tudi leti 1948 in 1954).
Jonesova je znana po svojih postmodernističnih oblekah in nastopanju, kjer se je oblačila v moških oblačilih in gorilskih oblekah. S fizičnim napadom na britanskega voditelja klepetalnih predstav (chat show) Russella Hartyja si je pridobila sloves vročega značaja. Pri pogovoru z drugim gostom ji je Harty obrnil hrbet.
Začela je peti v disko slogu. Nato se je usmerila v duhovit pop in reggae. Na albumih, kot je na primer Nightclubbing so gostovali pomembni jamajški glasbeniki, predvsem znamenita ritem sekcija Sly in Robbie (Sly & Robbie). Kasneje je snemala hip hop plošče.
Leta 1985 je v filmu A View to a Kill igrala Bondovo dekle May Day v nadaljevanju filmov o Jamesu Bondu in še v nekaterih filmih in TV nadaljevankah.

## Diskografija
- Portfolio /Island 1977
- Fame /Island 1978
- Muse /Island 1979
- Warm Leatherette /Island 1980
- Nightclubbing /Island 1981
- Living My Life /Island 1982
- Island Life /Island 1985 - izbrani singli
- Slave to the Rhythm /Manhattan/Island 1985
- Inside Story /Manhattan 1986
- Bulletproof Heart /Capitol 1989
- Private Life: The Compass Point Sessions /Island 1998
- Universal Masters Collection /Universal 2003